# Kaneko Ōtei
Kaneko Ōtei (japanisch 金子 鷗亭; geboren 9. Mai 1906 in Matsumae (Präfektur Hokkaidō); gestorben 5. November 2001) war ein japanischer Kalligraph.

## Leben und Wirken
Kaneko Ōtei machte 1929 seinen Abschluss am 2. Lehrerseminar Hokkaidō (北海道第二師範学校, Hokkaidō daini shihan gakkō). Nachdem er eine Zeitlang als Lehrer an einer Grundschule gearbeitet hatte, ging er 1932 nach Tokio und nahm Unterricht bei dem Kalligrafen Hidai Tenrai (比田井 天来; 1872–1939). 1933 veröffentlichte Kaneko in der Kalligraphie-Zeitschrift „Shio no Kenkyū“ (書之研究) eine Reihe von Aufsätzen darunter „Shinchō watai“ (新調和体) – etwa „Neuer Stil japanischer Zeichen“, „Kanshi gūzō“ (漢詩偶像) – „Verehrung des chinesischen Gedichts“ und „Kaijō geijutsu“ (会場芸術) – „Kunst im Versammlungsraum“.
Um nach dem Zweiten Weltkrieg die am Boden liegenden Kalligrafiewelt wieder aufzubauen, arbeitete er mit Iijima Shunkei (飯島 春敬, 1906–1996) und anderen zusammen, um die 1. „All Japan Calligraphy Exhibition“ (später „Mainichi Calligraphy Exhibition“) zu veranstalten. 1964 gründete und leitete er die Vereinigung „Sōgen shodō-kai“ (創玄書道会), deren Vorstandsvorsitz er später übernahm. 1969 wurde er Direktor der „Japan Fine Arts Exhibition“ – „Nitten“, 1975 Geschäftsführer und später Berater. Darüber hinaus war er Direktor der „Mainichi Shodō Association“ (毎日書道会) und Vorsitzender der „Association of Modern Poetry and Document Writers“ (近代詩文書作家協会, Kindai shibunsho sakka kyōkai).
Mit dem Ziel einer Kalligrafie, die von der breiten Öffentlichkeit verstanden wird, schuf Kaneko eine neue Stilrichtung „Kindaishi bunsho Poesie“ (近代詩文書) – etwa „Dokumente zur modernen Poesie“. Er gestaltete graphisch bei den vom Staat veranstalteten „National Memorial Service for War Dead“ (全国戦没者追悼式, Zenkoku senbotsu-sha tsuitō-shiki) im Nippon Budokan in Tokio von 1952 bis 1993 die Markierungspfosten.
Zu Kanekos Schriften gehören „Kaneko Ōtei no shogyō“ (金子鷗亭の書業) – „Kaneko Ōtei Kalligrafie“, „Nyūmon Mainichi shodō kōza – kindaishi bunsho“, (入門毎日書道講座・近代詩文書) – „Einführung Mainichi Shodō Anleitung – Dokumente zur modernen Poesie“, „Ko-hijō rinsho seisen maki“ (古碑帖臨書精選巻) – „Alte Schriften – sorgfältig ausgewählter Band“ und „Sho to sono Shūhen“ (書とその周辺) – „Kalligrafie und ihre Umgebung“.
Geehrt wurde Kaneko u. a. wie folgt:
- 1966 „Nitten Minister of Education Award“ für die Stele „Okatsubo Yoriho“ (丘壑寄懐抱),
- 1967 Preis der Japanischen Akademie der Künste,
- 1983 Orden der Aufgehenden Sonne 3. Klasse,
- 1983 28. Mainichi-Kulturpreis im Herausgeberkollektiv der Inoue-Shigeyoshi-Biografie „Kokyaku Miroku“[A 2],
- 1987 Person mit besonderen kulturellen Verdiensten,
- 1988 Hokkaido Development Achievement Award,
- 1990 Kulturorden,
- 1994 Ehrenbürger der Stadt Tokyo.